# Bassa (llengua)
La llengua bassa o basa és una de les llengües nigerocongoleses (pertanyent a la família de les llengües kru).
Compta aproximadament amb 703.000 parlants a Libèria i 8.600 a Sierra Leone. A Libèria, el bassa es parla als comtats de Grand Bassa, Margibi, Bong i Montserrado. A Sierra Leone es parla a l'oest del país i a Freetown.
Posseeix una forma autòctona d'alfabet, l'escriptura Vah, de finals del segle xix, elaborada pel liberià Flo Darvin Lewis (també anomenat Thomas Gbianvoodeh Lewis). Hi va haver un altre intent d'elaborar un alfabet per a la llengua bassa l'any 1830 per part del missioner cristià William Crocker, amb la intenció de facilitar els treballs d'evangelització entre la població nativa. Per a aquest treball, Crocker es va inspirar en el sil·labari dels nadius cherokees d'Amèrica del Nord.